# Gaik (Isergebirge)
Der Gaik (deutsch: Hainchen) ist ein 781 m hoher Berg im schlesischen Teil des Isergebirges in Polen. Der Gaik liegt im Zackenkamm in der Gmina Stara Kamienica.

## Beschreibung
Der Gipfel ist vollständig mit Nadelwald bewachsen. Der Berg besteht aus Graniten und Gneisen sowie Quarzen. Über den Gipfel führt ein blau markierter Wanderweg von Świeradów-Zdrój nach Rybnica.